# Mount Kintore
Mount Kintore är ett berg i Australien. Det ligger i regionen Anangu Pitjantjatjara och delstaten South Australia, omkring 1 200 kilometer nordväst om delstatshuvudstaden Adelaide. Toppen på Mount Kintore är 1 023 meter över havet.
Mount Kintore är den högsta punkten i trakten. Trakten runt Mount Kintore är nära nog obefolkad, med mindre än två invånare per kvadratkilometer.. Det finns inga samhällen i närheten.
Omgivningarna runt Mount Kintore är i huvudsak ett öppet busklandskap. Genomsnittlig årsnederbörd är 267 millimeter. Den regnigaste månaden är februari, med i genomsnitt 60 mm nederbörd, och den torraste är juli, med 3 mm nederbörd.